# Christian Von Wernich
Christian Federico Von Wernich (Concordia (Entre Ríos), 27 de maio de 1938) é  um sacerdote católico argentino que foi pároco da capela da Polícia de Buenos Aires durante a ditadura militar. Detido desde 2003 por sua participacão em crimes contra a humanidade nos centros clandestinos de detenção Puesto Vasco, Coti Martínez e Pozo de Quilmes, foi condenado no dia 9 de outubro de 2007 à prisão perpétua por estas acusações.
Von Wernich negou as acusações dizendo que visitava os centros de detenção apenas para ouvir confissões dos detentos e que não fez nenhuma violação aos direitos humanos. Entretanto, ele é mencionado em vários testemunhos, contidos no relatório Nunca Más da Comisión Nacional sobre la Desaparición de Personas (CONADEP), que o incriminam. Um integrante da polícia relata: 